# Ahmet Pasha
Ahmet Pasha (ur. 8 lutego 1948 w Kukësie) – albański aktor.

## Życiorys
W dzieciństwie przeniósł się wraz z rodziną do Fieru. W 1970 ukończył studia na wydziale aktorskim Instytutu Sztuk w Tiranie. Po studiach podjął pracę w Teatrze Ludowym (alb.: Teatri Popullor). Na scenie narodowej zadebiutował rolą Flake'a w dramacie Kariera Artura Ui Bertolta Brechta (reż. Piro Mani). Przez 30 lat występów na scenie narodowej, w jego repertuarze znalazło się ponad 70 ról teatralnych. Był także wykładowcą Instytutu Sztuk w Tiranie.
Na dużym ekranie zadebiutował w 1973 niewielką rolą w filmie Mimoza llastica. Zagrał osiem ról w albańskich filmach fabularnych, w dwóch były to role główne.
W 1989 został wyróżniony przez władze Albanii tytułem Zasłużonego Artysty (alb. Artist i Merituar).

## Role filmowe
- 1973: Mimoza llastica jako ojciec Mimozy
- 1974: Qyteti me i ri ne bote jako ojciec Fatmira
- 1978: Gjyshi partizan jako ojciec Blediego
- 1978: Kur hidheshin themelet jako sekretarz
- 1982: Besa e kuqe jako Jaku
- 1987: Kemishet me dylle jako Mehmet Reshiti
- 1990: Balada e Kurbinit jako naczelnik policji (Bimbasza)
- 2011: Dyer, Dyer, Dyer jako ojciec
- 2020: Dilema e Ismailit jako Pal